# Phyllophaga mucorea
Phyllophaga mucorea är en skalbaggsart som beskrevs av Leconte 1856. Phyllophaga mucorea ingår i släktet Phyllophaga och familjen Melolonthidae. Inga underarter finns listade i Catalogue of Life.